# Nebraska
Nebraska (anglická výslovnost  [nəˈbræskə]IPA, oficiálně State of Nebraska) je stát nacházející se ve střední části Spojených států amerických, v oblasti západních severních států ve středozápadním regionu USA. Nebraska hraničí na severu s Jižní Dakotou, na východě s Iowou, na jihovýchodě s Missouri, na jihu s Kansasem, na jihozápadě s Coloradem a na západě s Wyomingem.
Se svou rozlohou 200 360 km² je Nebraska šestnáctým největším státem USA, v počtu obyvatel (1,9 milionů) je 37. nejlidnatějším státem a s hodnotou hustoty zalidnění 10 obyvatel na km² je na 43. místě. Hlavním městem je Lincoln s 270 tisíci obyvateli. Největšími městy jsou Omaha se 450 tisíci obyvateli, dále Bellevue (50 tisíc obyv.), Grand Island (50 tisíc obyv.) a Kearney (30 tisíc obyv.). Nejvyšším bodem státu je vrchol Panorama Point s nadmořskou výškou 1654 m na západě státu. Největšími toky jsou řeky Missouri, která tvoří část hranice s Jižní Dakotou a hranici s Iowou a Missouri, a Platte.
Do oblasti dnešní Nebrasky se první evropští průzkumníci dostali v roce 1682, kdy si ji začala nárokovat Nová Francie. Region následně získal jméno podle slova „Ñí Brásge“ z jazyka ajova-oto, případně podle slova „Ní Btháska“ z jazyka omaha–ponca, které obě označují „plochou vodu“, tj. řeku Platte. V roce 1762 získali území na základě výsledků sedmileté války Španělé, kteří jej začlenili do místokrálovství Nové Španělsko. Roku 1800 se region vrátil pod správu Francie. Jejich Louisianu, včetně oblasti Nebrasky, v roce 1803 koupily Spojené státy. Region byl následně do roku 1821 postupně součástí louisianského a missourského teritoria. Stávající sporadické osídlení nabylo rozmachu až po polovině 19. století. Vlastní nebraské teritorium bylo vytvořeno roku 1854 a existovalo do roku 1867. Nebraska se 1. března 1867 stala 37. státem USA.

## Historie
Etymologie názvu země souvisí s indiánským označením pro mělkou vodu "nyi brathge" (ny:brachté). 
Nebraska byla ustanovena Zákonem o státech Kansas a Nebraska 30. května 1854. V roce 1860 zažila Nebraska první velký příliv osadníků, kteří šli obsadit volnou zemi udělenou federální vládou. První osadníci, kteří zde vybudovali farmy, byli považováni za blázny, protože Nebraskou se táhla rozsáhlá polopoušť s velmi řídkou vegetací.
V roce 1867 se Nebraska stala 37. státem Unie, jen krátce po občanské válce. V této době se hlavním městem stalo město Lincoln, pojmenované po nedávno zavražděném prezidentu Lincolnovi. Nahradil tak dosavadní hlavní a zároveň největší město Omahu.

## Geografie
Severní hranici tvoří stát Jižní Dakota, východní Iowa a Missouri. Touto hranicí navíc protéká řeka Missouri. Kansas leží na jižní hranici, stát Colorado na jihozápadní a západní hranice je tvořená státem Wyoming.
Nebraska je označována za stát ležící na Velkých planinách. Bývala to země rozsáhlých prérií a polopouští. Je to téměř rovinatá země s nekonečným obzorem. Východní část země je považována za Středozápad USA, ale západní část země se řadí již mezi západní části USA, ačkoliv rozdíl mezi těmito oblastmi v Nebrasce není žádný. Jedna z nebraských tradic říká, že Nebraska je země, kde začíná Západ. Prý začíná na křižovatce 13. ulice v Lincolnu.
- Nejvyšší bod leží ve výšce 1654 m nad mořem.
- Nejnižší bod leží ve výšce 256 m nad mořem.
- Průměrná nadmořská výška činí 790 m.

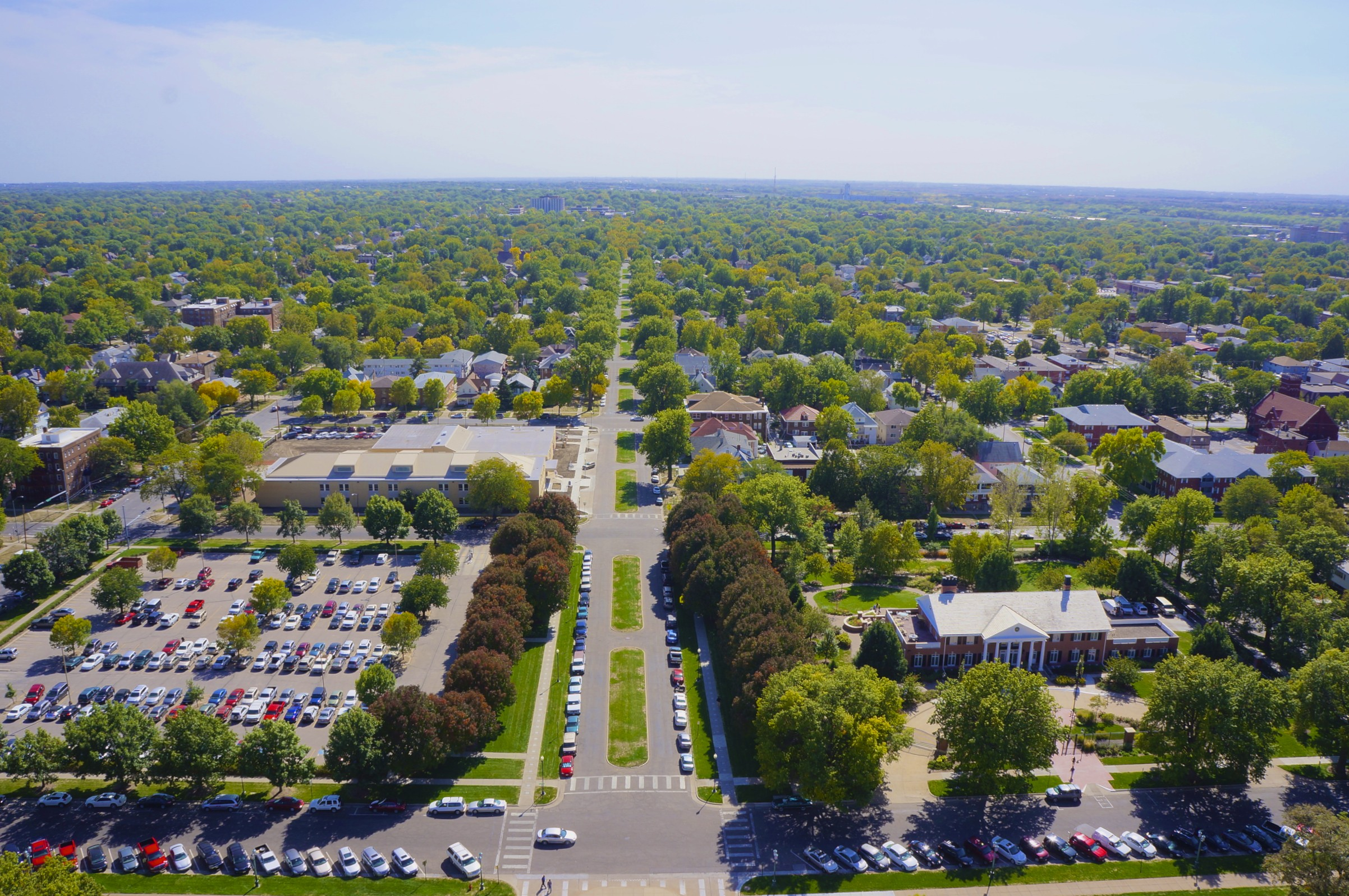
Hlavní město Lincoln

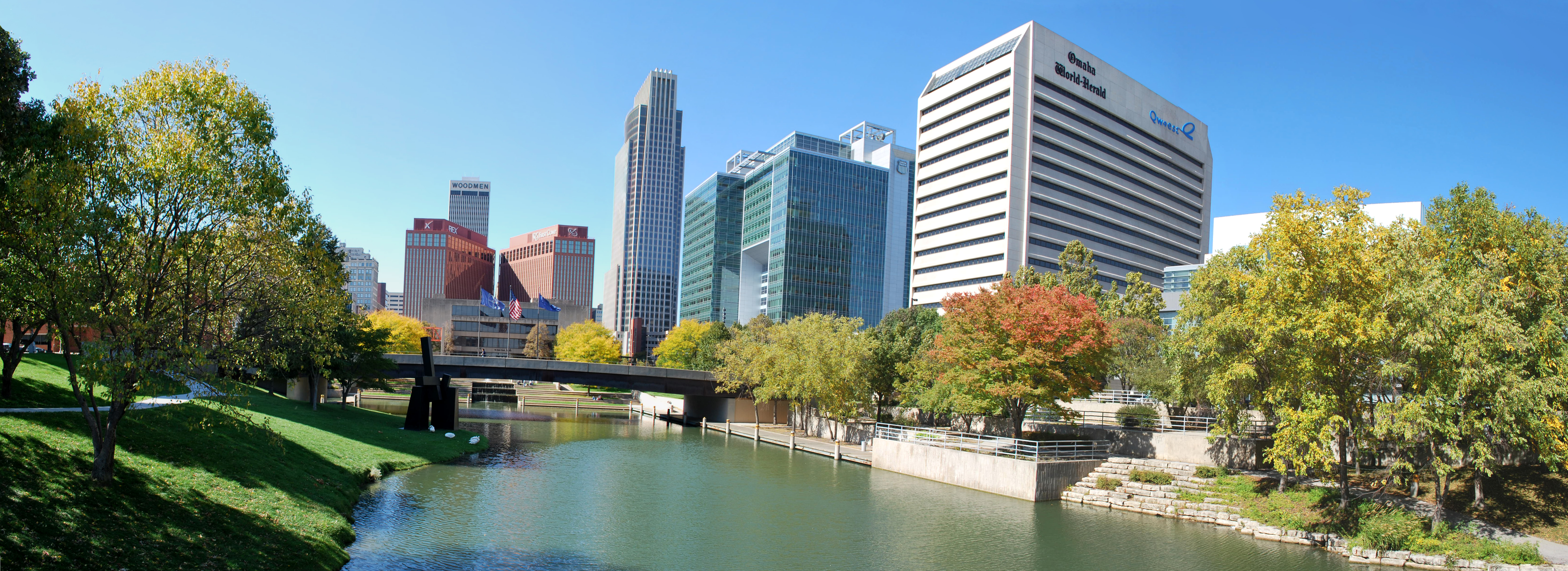
Největší město Omaha

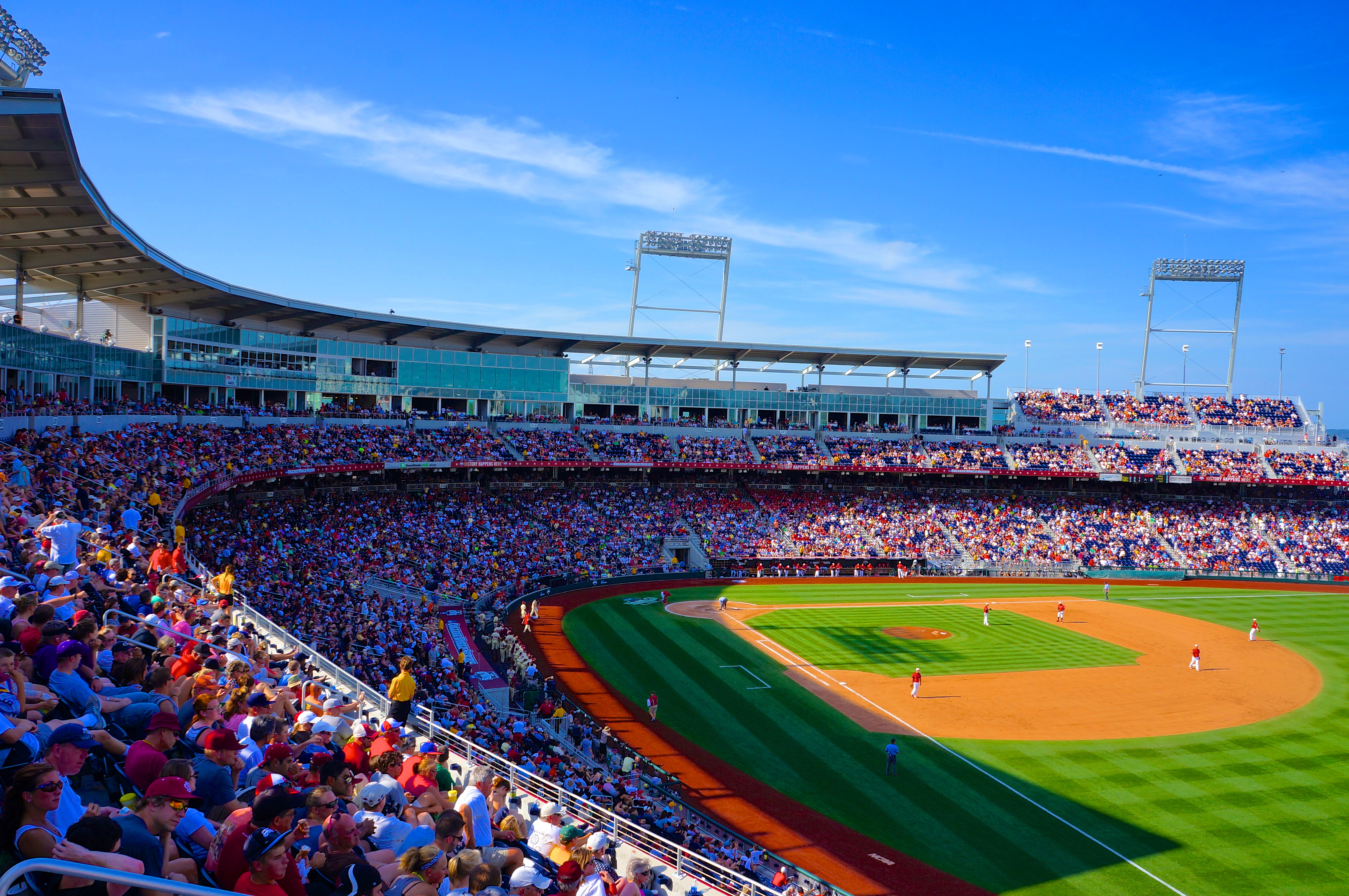
Baseballový zápas na stadionu v Omaze

- Šířka státu je 340 km.
- Délka státu je 690 km.

## Ekonomika
Nebraska byla pouštním státem, ale důmyslný zavlažovací systém z ní vytvořil zemi mnoha zemědělských statků a polí. Jedná se o nejúrodnější stát v USA.
Ekonomika Nebrasky je tvořena hlavně zemědělstvím. Produkuje se hlavně hovězí a vepřové maso, mléko, kukuřice a čirok.
Průmysl je zastoupen zpracováním potravin.

## Demografie
Podle sčítání lidu z roku 2010 v Nebrasce žilo 1 826 341 obyvatel. Hustota zalidnění je 8,88 obyvatele na kilometr čtvereční. Zajímavostí je, že necelých pět procent obyvatel má české předky. Čeští krajané se na úrodných rovinatých pláních Nebrasky usazovali hlavně v druhé polovině 19. století.
Nejvíce předků současných obyvatel Nebrasky pochází z Německa (38,6 %), Irska (12,4 %), Anglie (9,6 %), Švédska (4,9 %) a z českých zemí (4,9 %).
- Hlavní město je Lincoln (225 581 obyvatel).
- Největší město je Omaha (390 007 obyvatel).

### Rasové složení
- 86,1 % Bílí Američané
- 04,5 % Afroameričané
- 01,0 % Američtí indiáni
- 01,8 % Asijští Američané
- 00,1 % Pacifičtí ostrované
- 04,3 % jiná rasa
- 02,2 % Dvě nebo více ras

Obyvatelé hispánského nebo latinskoamerického původu, bez ohledu na rasu, tvořili 9,2 % populace.

### Náboženství
- křesťané 90 %
  - protestanti 61 %
    - luteráni 16 %
    - metodisté 11 %
    - baptisté 9 %
    - presbyteriáni 4 %
    - ostatní protestanti 20 %

  - římští katolíci 28 %
  - ostatní křesťané 1 %
- jiná náboženství 1 %
- bez vyznání 10 %

## Vláda a politika

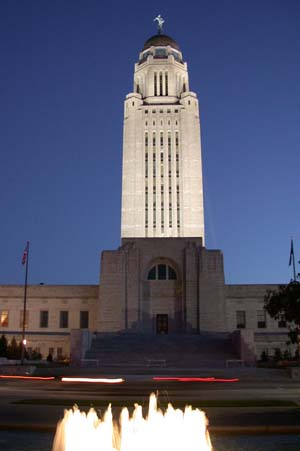
Nebraska State Capitol v noci

Podle Ústavy Nebrasky, která byla přijata roku 1875, je vláda ve státě rozdělena na tři oblasti a to výkonnou, zákonodárnou a soudní.

### Výkonná moc
V čele výkonné moci stojí guvernér (governor), který je přímo volen na čtyřleté funkční období (do roku 1966 byl volen na dva roky, ale 1962 proběhlo referendum, ve kterém se voliči rozhodli pro čtyřleté volební období). Guvernér musí být starší 30 let a být alespoň pět let před volbami občanem Nebrasky. Ve funkci může setrvat po dvě funkční období.
Zástupcem guvernéra je viceguvernér (lieutenant governor), který je volen na stejné volební období jako guvernér (oba musí kandidovat na stejném volebním lístku) a musí splňovat i tytéž podmínky pro volbu. V případě, že je guvernér dočasně neschopný vykonávat svou funkci nebo se nachází mimo stát, zastupuje jej viceguvernér. Pokud je guvernér trvale neschopný vykonávat svou funkci (např. nemoc, rezignace) stává se viceguvernér guvernérem.
Dalšími přímo volenými činiteli (taktéž na čtyřleté funkční období) jsou ministr financí, ministr spravedlnosti, státní tajemník, státní auditor.

### Zákonodárná moc
Podle třetího článku ústavy je veškerá zákonodárná moc svěřena Zákonodárnému shromáždění (Nebraska Legislature), které sídlí ve městě Lincoln v budově Nebraska State Capitol. Toto Zákonodárné shromáždění je jako jediné ve Spojených státech jednokomorové a tvoří jej 49 členů (nejméně v USA), "Senátorů" jak si sami říkají, volených na čtyřleté funkční období (každý Senátor může být zvolen pouze dvakrát). Stát je pro volby rozdělen do 49 obvodů, každý z nich volí jednoho Senátora. Členové vystupují jako nestraníci, volí svého předsedu (Speaker of the Nebraska Legislature), mohou přehlasovat guvernérovo veto třípětinovou většinou (30).